# قويي تشوقوراك
قويي تشوقوراك هي بلدة في مقاطعة شافيركان في ولاية بخارى في أوزبكستان.